# Теспесије Кападокијски
Теспесије Кападокијски  је хришћански мученик и светитељ, који је умро за време цара Александра Севера.
Православна црква помиње светог Теспесија 1. јуна.
Рођен је у Кападокији. Због исповедања вере у Христа примораван од царског управитеља Кападокије, да принесе жртву идолима. Он је то одбио сведочећи веру у Исуса Христа, разобличујући идоле којима су се пагани клањали. Због тога је мучен; затим је бачен у ужарену пећ али је остао неповређен. Затим су га одвели у идолски храм пред жртвеник, а он је позивајући име Исуса Христа срушио жртвеник. Због тога су га бацили у казан вреле смоле, зејтина и оцта, у коме је провео два дана, издржавши све без икакве опекотине и ране на телу. То је многе пагане привукло хришћанству. На крају су га извели ван града, и тамо му одсекли главу. Његово мученичко страдање се десило 1. јуна 230. године